# Мей (музыкальный инструмент)
Мей (тур. Mey) — традиционный турецкий деревянный духовой музыкальный инструмент. По внешнему виду похожа на небольшую зурну. Его происхождение происходит от армянского дудука.

## Описание
Mey представляет собой цилиндрическую двойную трость аэрофон используется в турецкой народной музыке. Цилиндрическая по форме и изготовленная из дерева, у нее 7 отверстий для пальцев на передней стороне и одно отверстие для пальцев на задней панели. Двойной тростник («kamış» по-турецки) используется для получения характерного звука инструмента. Настраиваемая уздечка, называемая Кискач («Kıskaç» в турецком языке), служит для настройки мея и предотвращения изменения высоты звука. Деревянная часть похожая на кискач, который называется агызлик («ağızlık») покрывает часть рта язычка, когда мей не используется для его сохранения и защиты. Размер и характер язычка зависит от размера и характера инструмента, но обычно составляет примерно одну треть размера основной части.
На Кавказе есть множество музыкальных инструментов, похожих на мей. Они называются: «Балабан», в Азербайджане, «Ясти Балабан» в Дагестане, «Дудуки» в Грузии, «Дудук» в Армении.
В Азии: в Иране и Узбекистане, «Хитирики» в Японии, Пири в Корее; «Гуань» в Китае и «Камыс сырнай» в Казахстане.
Музыковеды, такие как Фармер (1936: 316) и Пикен (1975: 480), предположили, что древние музыкальные инструменты как мэйт, монаулос и авлос были похожи на мей. В эллинистическом Египте был инструмент под названием мэйт или монаулос, похожий на мэй, и в Анатолии был еще один инструмент, который назывался авлос, и его изображение было найдено на вазе.
В начальных исследованиях, согласно информации и рисункам в своих книгах, композитор и музыковед Ахиед Аднан Сайгун (1937: 50), музыковеды Юльген (1944: 36) и Газимихал (1975: 74) упоминали, что до процесса модификации в мее было 9 отверстий для пальцев, 8 спереди и одно сзади, но более поздние исследования не подтвердили эту информацию. Однако интересно, что на подобных инструментах, играемых в соседних странах, есть 9 отверстий для пальцев. Согласно литературным данным размер мея составляет приблизительно 30 сантиметров.